# Hans Unterkircher
Hans Unterkircher, né à Graz le 22 août 1895 et mort à Vienne (Autriche) le 27 mai 1971 , est un acteur autrichien.

## Biographie
De 1914 à 1918, Hans Unterkircher travaille sur scène et au cinéma aux États-Unis.
L'acteur réalise aussi un film, An klingenden Ufern, en 1948.
Hans Unterkircher a joué dans 63 films entre 1916 et 1965. Depuis cette année, et jusqu'à sa mort en 1971, il ne travaille plus que pour des téléfilms et séries télévisées.

## Filmographie partielle
- 1917 : The Tiger Woman (en) de J. Gordon Edwards et George Bellamy
- 1918 : The Deciding Kiss de Tod Browning
- 1918 : Violence (The Brazen Beauty) de Tod Browning
- 1924 : Le Dernier des hommes de Friedrich Wilhelm Murnau : le directeur de l'hôtel
- 1936 : Blumen aus Nizza d'Augusto Genina
- 1955 : Sarajevo, film historique de Fritz Kortner
- 1957 : Sissi face à son destin de Ernst Marischka
- 1959 : Katia de Robert Siodmak
- 1960 : Le Bal des adieux de Charles Vidor
- 1960 : Le Brave Soldat Chvéïk (Der brave Soldat Schwejk) d'Axel von Ambesser